# Kibbutz
Kibbutz (hebraisk: קיבוץ) var et unikt israelsk eksperiment for at bygge geografisk afgrænsede samfund efter kollektivistiske principper. Ved at kombinere socialisme og zionisme blev små selvstyrende enkeltsamfund etableret, baseret på lighed og solidaritet med fælles oprindelse og fælles religiøs tro. Den første kibbutz blev oprettet i 1909 som et landbrugskollektiv. Oprettelsen har ført til store konflikter mellem palæstinenserne og indbyggere i kibbutzerne. I dag er der ca. 250 kibbutzer.